# Jofa
Jofa, abbreviazione per Jonssons Fabriker (Fabbriche Jonsson), è una compagnia industriale svedese di abbigliamento sportivo specifico per sport come l'hockey su ghiaccio, il bandy e l'equitazione. Ha sede a Malung, Svezia.

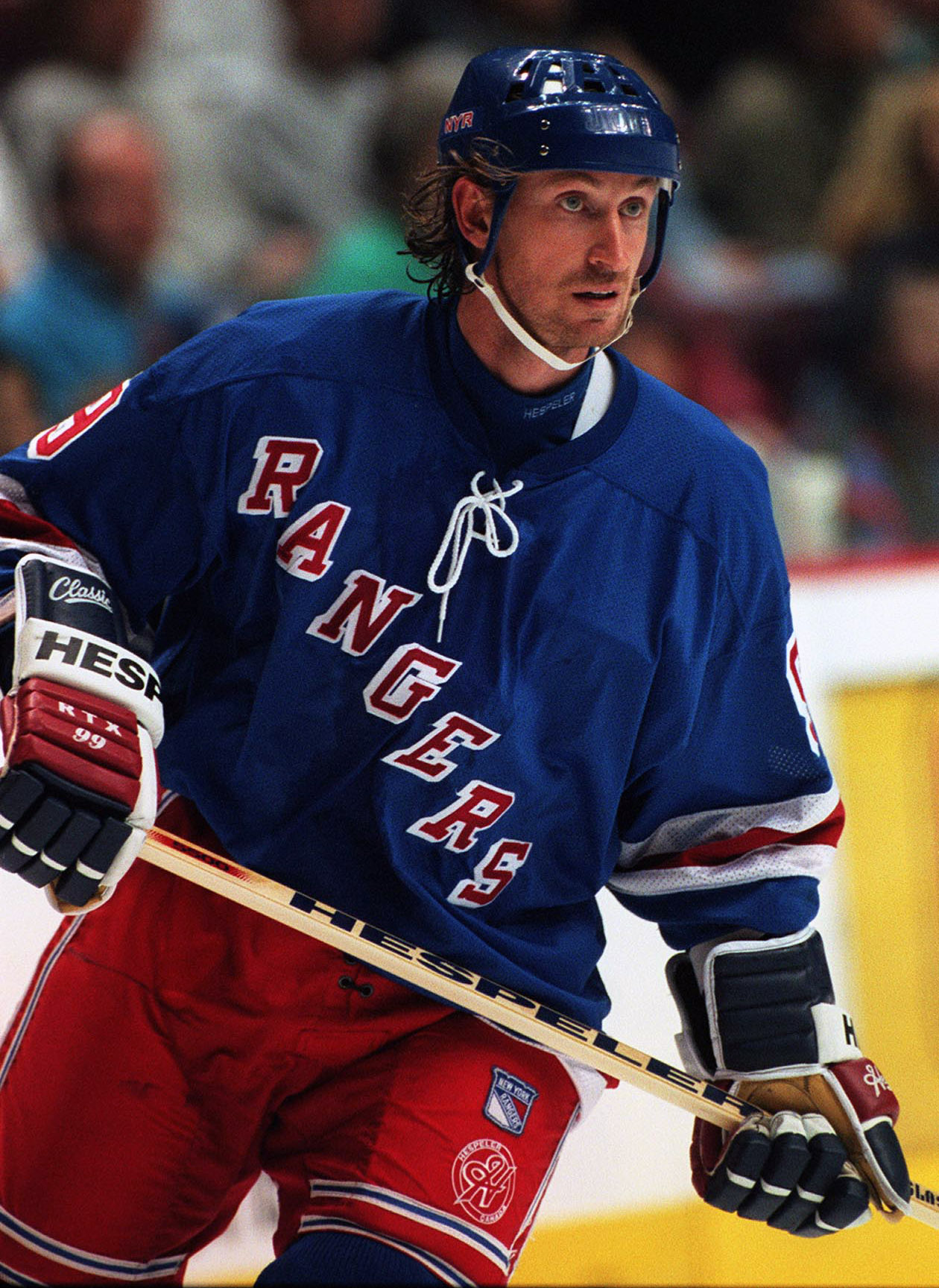
Wayne Gretzky indossa un casco della Jofa

## Storia
Niss-Oskar Jonsson fondò la compagnia Jofa nel 1926. Jofa è considerata come la progenie delle concerie a Malung. I primi prodotti a essere venduti erano giacenze della conceria e la prima fabbrica venne costruita proprio in una vecchia industria conciaria.
Durante la seconda Guerra mondiale la Jofa incrementò le vendite producendo tende e uniformi militari per l'esercito svedese.
Dal 1973 al 1985 la compagnia Jofa diventò una società sussidiaria della Volvo e nel 1989 la compagnia venne comprata dalla compagnia finlandese Karhu.
Niss-Oskar Jonsson, il fondatore di Jofa, morì nel 2002 all'età di 92 anni.
Jofa fa parte di Reebok dal 2004, che a sua volta, come CCM Hockey, è stata rilevata da Adidas nel 2006. I prodotti dalla Svezia sono stati poi venduti con il nome Reebok. Il 13 dicembre 2012, l'ultimo casco è stato prodotto a Malung e la produzione è stata trasferita in Cina.
Nel 2019, la filiale svedese di CCM Hockey ha registrato nuovamente il marchio Jofa.

## Hockey su ghiaccio
Il primo passo importante che segnò il successo della compagnia avvenne nel 1963 quando cominciò la produzione dei caschi da hockey su ghiaccio. Vennero prodotti altre attrezzature come pattini e bastoni da hockey su ghiaccio. Tra i più talentuosi giocatori della National Hockey League (NHL) che indossavano i caschi della Jofa c'erano Wayne Gretzky, Jaromír Jágr, Mario Lemieux, Marty McSorley, Claude Lemieux, Mats Sundin, Mats Näslund, Peter Forsberg e Teemu Selänne. 
La Reebok ha ritirato dal mercato le proprie attrezzature da hockey che erano marcate Jofa a favore dell'utilizzo dei propri brand CCM e Rbk. Il brand Rbk cambiò nome e divenne Reebok Hockey.
Nonostante la Reebok non stia producendo attrezzature da hockey su ghiaccio dal 2004, ha prelevato la compagnia Jofa. Teemu Selänne era l'unico giocatore nella NHL ad indossare ancora un casco Jofa: uno Jofa 366 il cui logo era stato coperto a seguito della scadenza della licenza con la NHL. 
Con il ritiro di Selänne, avvenuto dopo la sconfitta dei Ducks nel 2014 ai playoffs durante la Stanley Cup, non sono rimasti più giocatori della NHL ad indossare i caschi della jofa.